# سیارک ۷۹۸۰
سیارک ۷۹۸۰ (به انگلیسی: 7980 Senkevich، نامگذاری:1978TD2) هفت هزار و نهصد و هشتادمین سیارک کشف شده‌است که در ۳ اکتبر ۱۹۷۸ کشف شد.
قدر مطلق سیارک برابر ۲۱.۴ است.